# TV Cidade (Pedreiras)
TV Cidade foi uma emissora de televisão brasileira sediada em Pedreiras, cidade do estado do Maranhão. Operava no canal 11 VHF analógico, e era afiliada à Rede Globo. Pertencia ao Sistema Cidade de Comunicação, que controla na cidade a FM Cidade.

## História
A TV Cidade foi fundada em 1998, sendo afiliada à Rede Globo em associação com a Rede Mirante. Os primeiros funcionários da emissora foram enviados a São Luís para estagiar na TV Mirante São Luís. Iniciou suas operações no canal 11, adquirindo a autorização para operar em 12 de novembro de 1999, por meio de uma concessão da então TV Maranhão Central. Seu fundador foi o empresário Kléber Branco, proprietário da FM Cidade, primeira emissora de rádio de Pedreiras inaugurada em setembro de 1989.
Em 7 de abril de 2014, a Câmara de Vereadores de Pedreiras aprovou um requerimento do vereador Serapião Louro que solicitava a criação de uma comissão para investigar supostas irregularidades nos contratos da Prefeitura de Pedreiras com as empresas do Sistema Cidade, incluindo a TV Cidade. Os contratos investigados seriam os firmados na gestão do ex-prefeito Lenoilson Passos. Em 24 de março, Kléber Branco havia afirmado que a proposição da investigação se tratava de perseguição política devido à sua atuação na oposição ao então prefeito Totonho Chicote.
Em 18 de março de 2015, Kléber Branco anunciou o arrendamento da TV Atenas (afiliada da Band na cidade), em acordo com o proprietário Werneck Leite. A emissora passou a utilizar as instalações da TV Cidade e viria a estrear em 1 de junho o programa Tribuna Notícias, inspirado no Tribuna 101, da FM Cidade. Com isso, a TV Cidade encerrou a produção do Jornal da Cidade, seu único programa local, o que caracterizou a extinção da emissora após 17 anos de operação. Após o encerramento das atividades da TV Cidade, o Sistema Cidade de Comunicação seguiu sendo responsável pela retransmissão do sinal da TV Mirante Cocais na cidade.

## Programas
Durante seu período de existência, a TV Cidade produziu e exibiu o Jornal da Cidade (também chamado de JCTV), telejornal apresentado por Lucilene Veras e Horácio Soares.

## Equipe

### Membros antigos
- Dahiana Silva[13]
- Horácio Soares[14]
- Lucilene Veras (hoje na FM Cidade)
- Sandro Vagner[15]